# Glenelg
Glenelg, schottisch-gälisch: Gleann Eilg, ist ein kleiner Ort und eine große Gemeinde (Civil Parish) im Gebiet Lochalsh in den Highlands im nordwestlichen Schottland. Die Gemeinde umfasst die Bereiche Knoydart und Nord Morar sowie den Fährhafen Mallaig. Die Volkszählung 2001 ergab eine Bevölkerungszahl von 1507 Personen. Das Siedlungsgebiet rund um das Dorf Glenelg hatte eine Bevölkerung von 283. Im Jahr 2011 schätzte der Highland Council, dass in der Gemeinschaft von Glenelg und Arnisdale zu diesem Zeitpunkt 291 Personen lebten.

## Geografie
Glenelg liegt nahe der Meerenge von Kylerhea, welche die kürzeste Distanz zwischen der Insel Skye und dem Festland darstellt. Hier existiert eine Fährverbindung, die über eine Nebenstraße der aus Richtung Inverness kommenden A87 erreicht werden kann. Glenelg liegt umgeben von hohen Bergen etwa 20 m über dem Meeresspiegel direkt an der Küste.
Knoydart gilt als Britanniens letzte Wildnis und ist die einzige Halbinsel, zu der kein Transportweg über Land führt. Die Siedlung Inverie an der Südseite hat 100 Einwohner und den entlegensten Pub der Britischen Inseln.

## Geschichte
In einer Charta von 1282 heißt es: “[Glenelg having] formerly belonged to the King of Man” (deutsch: „[Glenelg] gehörte vormals dem König von Man“) Dies war zu jener Zeit Olaf der Schwarze (um 1177–1237), der seinem Sohn Leod Olafson (etwa 1200–1280) Teile seines Herrschaftsgebiets vermachte. Dazu gehörten neben Glenelg auch Lewis, North Uist sowie Skye (ohne Strath). Leod war der Begründer des Clan MacLeod. Olaf war dem König von Norwegen Tributpflichtig. Die MacLeods waren für viele Jahre die Besitzer von Glenelg.
Vor dem Bau der Skye Bridge besaß Glenelg auf Grund seiner Nähe zu Skye eine größere strategische Bedeutung. Rinder, die auf Skye aufwuchsen, wurden durch die Meerenge getrieben um sie auf den Märkten des Festlandes, in Kinloch Hourn oder den schottischen Lowlands zu verkaufen.
Nach dem ersten Jakobiteraufstand von 1689 wurde Glenelg zu einem von vier Kasernenstandorten in den Highlands auserkoren. Diese Anlage wurde im Jahre 1725 fertiggestellt und eine Heerstraße angelegt, die Glenelg mit dem Rest des General George-Wade-Straßennetzes verband. Letztlich verhinderte dies den Aufstand von 1745 nicht und sie wurde nach den Highland Clearances nicht mehr benötigt, so dass die Bernera Barracks verfielen. Die Leute von Glenelg bezeichnen sich selbst als Eilgeach.
1920 wurde in Glenelg das von Robert Lorimer entworfene Glenelg War Memorial enthüllt, das an die lokalen Kriegsgefallenen erinnert.

## Etymologie
Wahrscheinlich bezog sich der Ortsname ursprünglich nur auf das Glen mit den Brochs. Das spezifische Element des Namens (Eilg) findet sich auch an anderer Stelle, wie in Elgin (gälisch Eilginn), wieder und wird allgemein als eine Kenning oder ein Synonym für Irland angesehen, weil die keltische Besiedlung über Irland erfolgte. Ähnliche Herleitungen finden sich in Namen wie Banff, New York oder Lochearn und zeigen, dass gälische Siedler mit dem gleichen Migrationshintergrund ihnen bekannte Ortsnamen wiederverwendeten, wie es sich in ähnlicher Weise heute noch in Bezeichnungen wie Neukaledonien, Neubraunschweig oder Nova Scotia finden lässt.

## Skye-Fähre
Zwischen Kylerhea auf Skye und Glenelg verkehrt von März bis Oktober eine kleine Autofähre. Sie durchquert die oft starke Strömung, die durch die Gezeiten an der Engstelle auftreten. Die Fähre fasst bis zu sechs Personenkraftwagen. Die Glenachulish, die seit 1982 für den Fährbetrieb eingesetzt wird, ist die letzte noch verkehrende Fähre mit drehbarem Autodeck. Das Fährschiff wurde von der Ailsa Shipbuilding Company in Troon ursprünglich für eine Fährverbindung von Ballachulish gebaut und von 1969 bis zum Bau der Ballachulish Bridge 1975 für die Überquerung des Loch Levens an der Enge zum Loch Linnhe eingesetzt. Von 1975 bis 1982 verkehrte das Schiff kurzzeitig in Corran, Kylesku und Kessock in der Nähe von Inverness.
Die Fähre, die von einer lokalen Interessengemeinschaft betrieben wird, hat ein drehbares Autodeck. Beim An- und Ablegen wird es von Hand zur landseitigen Rampe hin gedreht. Vor der Abfahrt wird der komplette Aufbau nochmals gedreht, sodass am gegenüberliegenden Ufer die Fähre in Fahrtrichtung verlassen werden kann.

## Partnerschaft mit dem Mars
Seit dem 20. Oktober 2010 ist Glenelg der Name einer Bodenformation auf dem Mars. Die NASA benutzte ein Palindrom als Name, da der Curiosity Rover das Gebiet zweimal besuchen wird. Bei den Feierlichkeiten zu dem gegebenen Anlass wurde eine Liveübertragung zwischen dem Ort und der NASA geschaltet.

## Sonstiges
Die Fähre ist wegen ihres einzigartigen Drehdecks eine Touristenattraktion. Auf der kurzen Überfahrt können Seehunde, Delfine und Adler beobachtet werden. Der ehemalige Leuchtturm von Sandaig wurde hier neben der Zufahrtsstraße als Souvenir-Laden neu errichtet. Die Inselgruppe Sandaig liegt knapp drei Meilen südwestlich von Glenelg im Sound of Sleat. Dort ist Camusfeàrna, der Ruhesitz des Autors Gavin Maxwell. Die Brochs von Glenelg, Dun Telve und Dun Troddan gelten als die am besten erhaltenen in Schottland.
Glenelg hat einen Amateur Football Club, den die Einheimischen The Duffers (dt. Die Nieten) nennen. Grant MacLeod formierte ihn im Jahre 2011 neu. Der Glenelg Inn ist ein Hotel-Restaurant, das lokale Spezialitäten und einen Ausblick auf den Sound und die Insel Skye bietet.

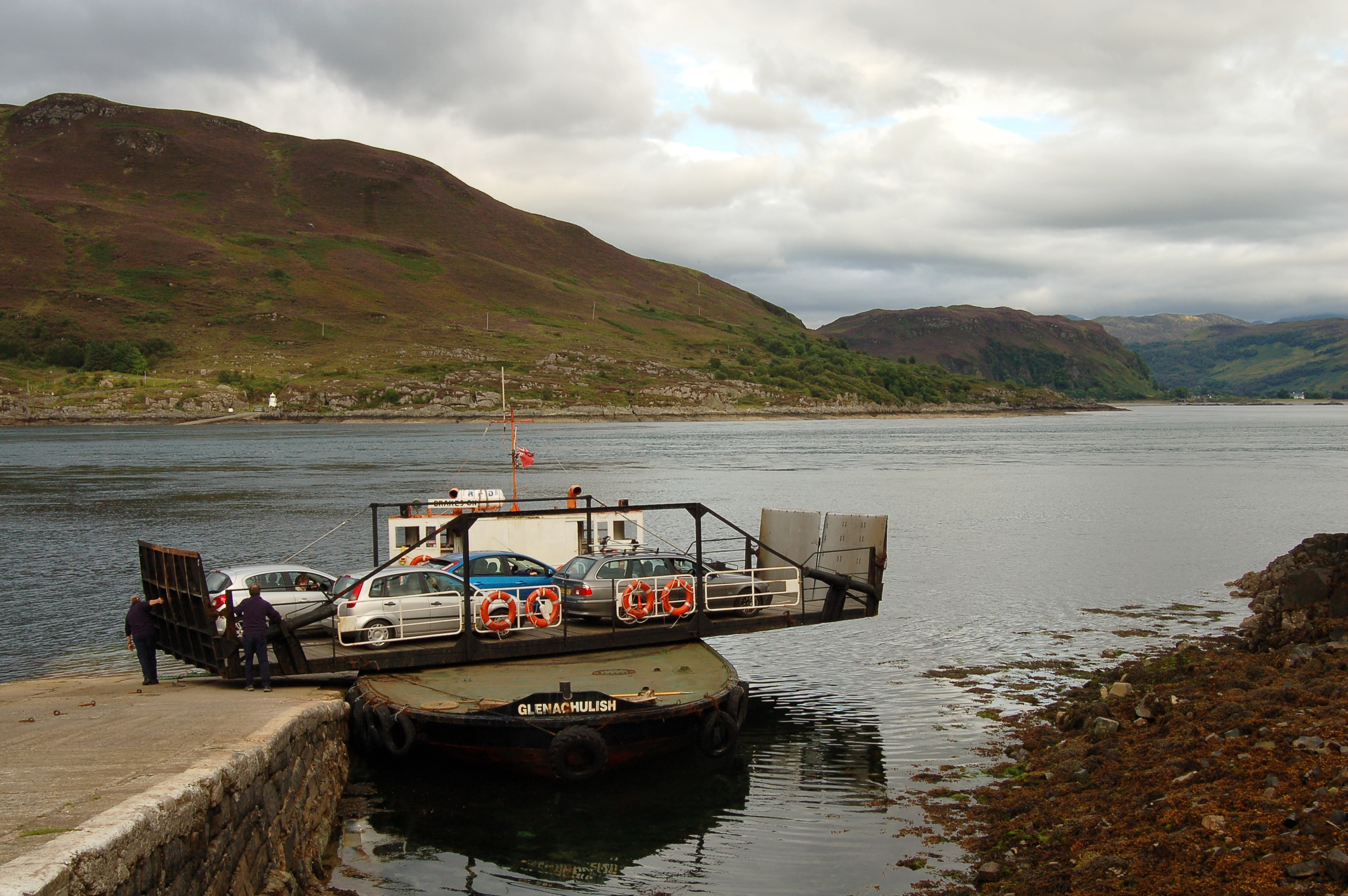
Drehbares Wagendeck der Skye-Fähre
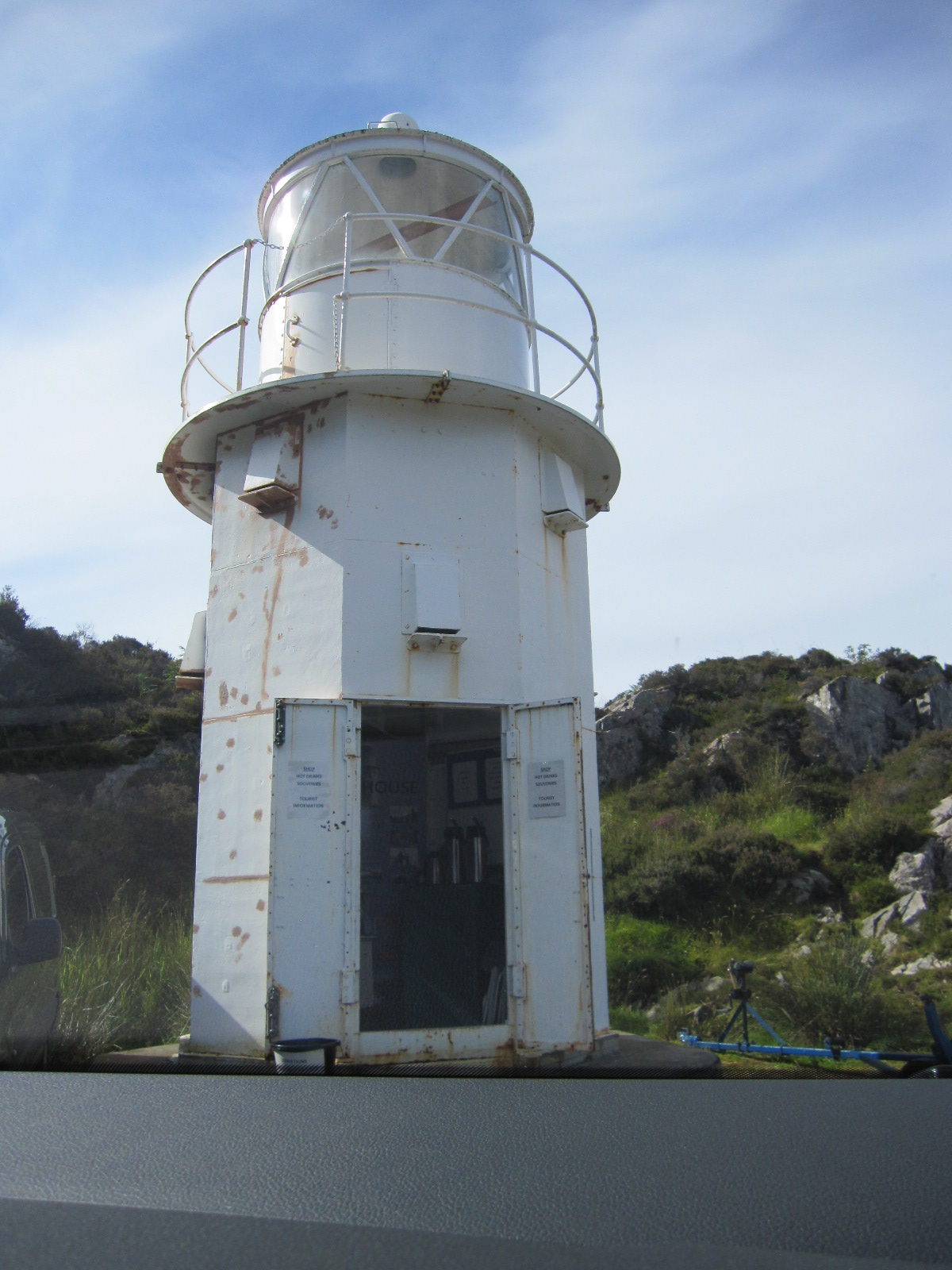
Versetzter Sandaig-Leuchtturm
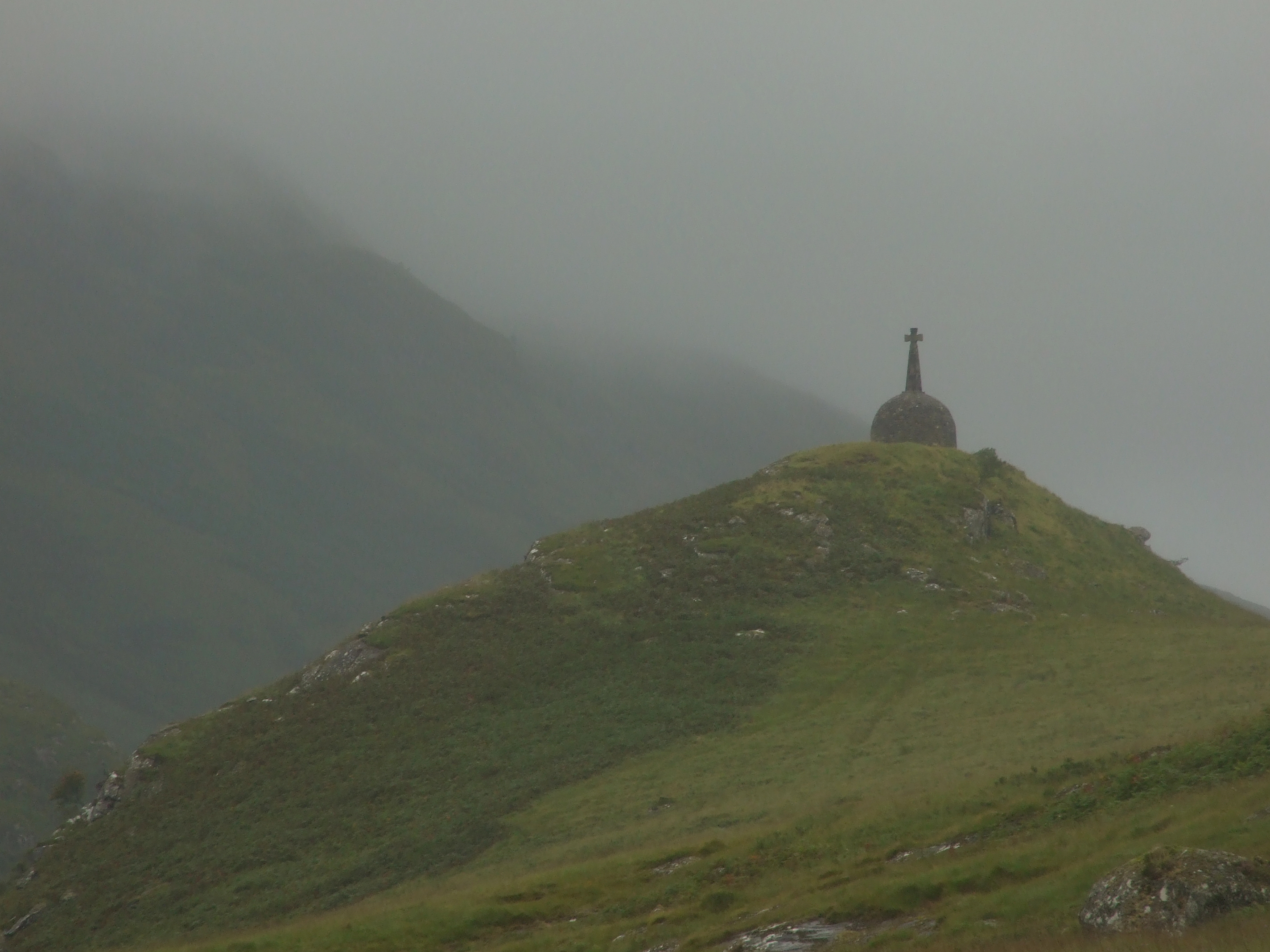
Brocket Memorial bei Inverie
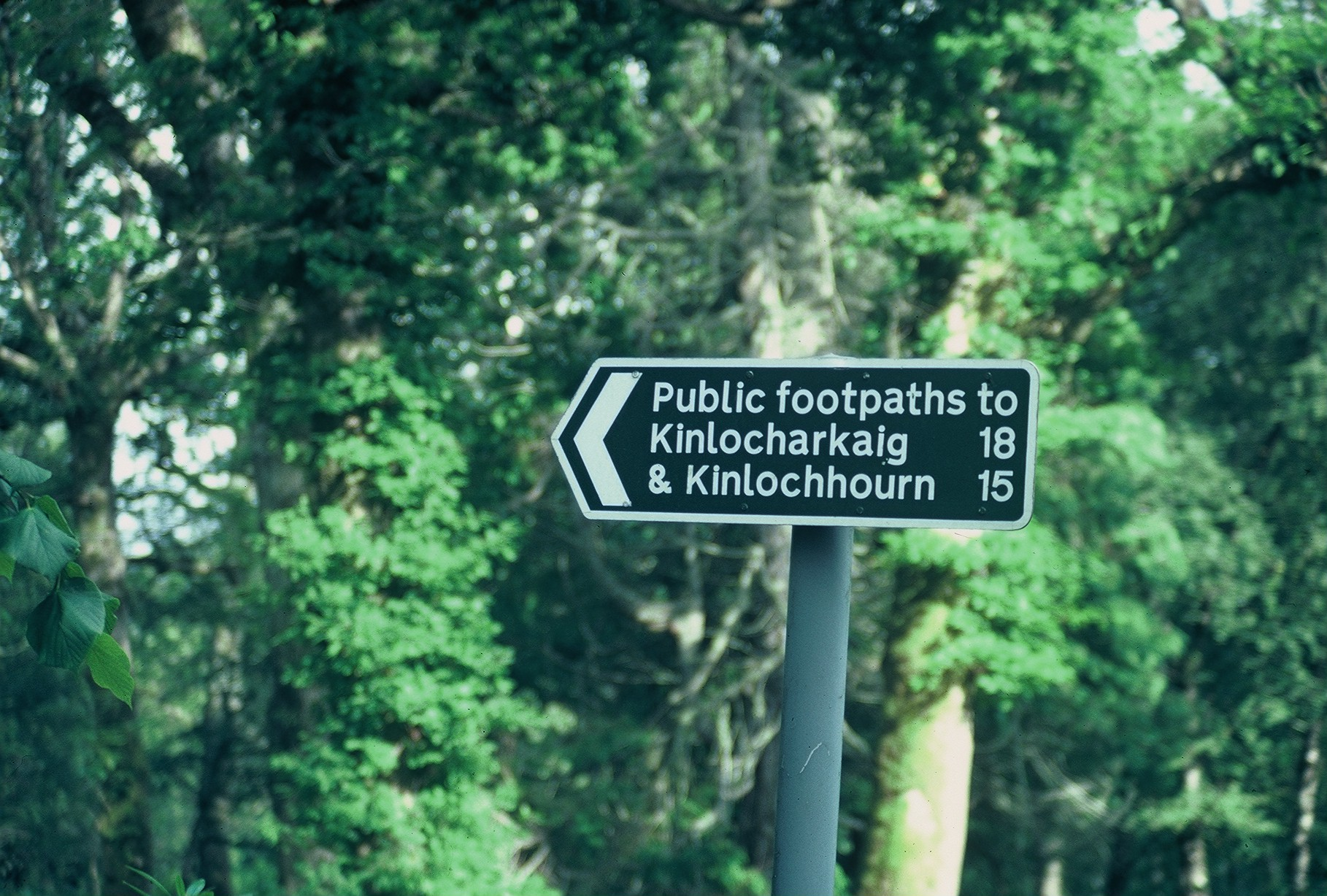
Zwei Wege (Inverie)